# Sliochia bala
Sliochia bala är en stekelart som beskrevs av Ian D. Gauld 1976. Sliochia bala ingår i släktet Sliochia och familjen brokparasitsteklar. Inga underarter finns listade i Catalogue of Life.